# Stockholms handelskammare

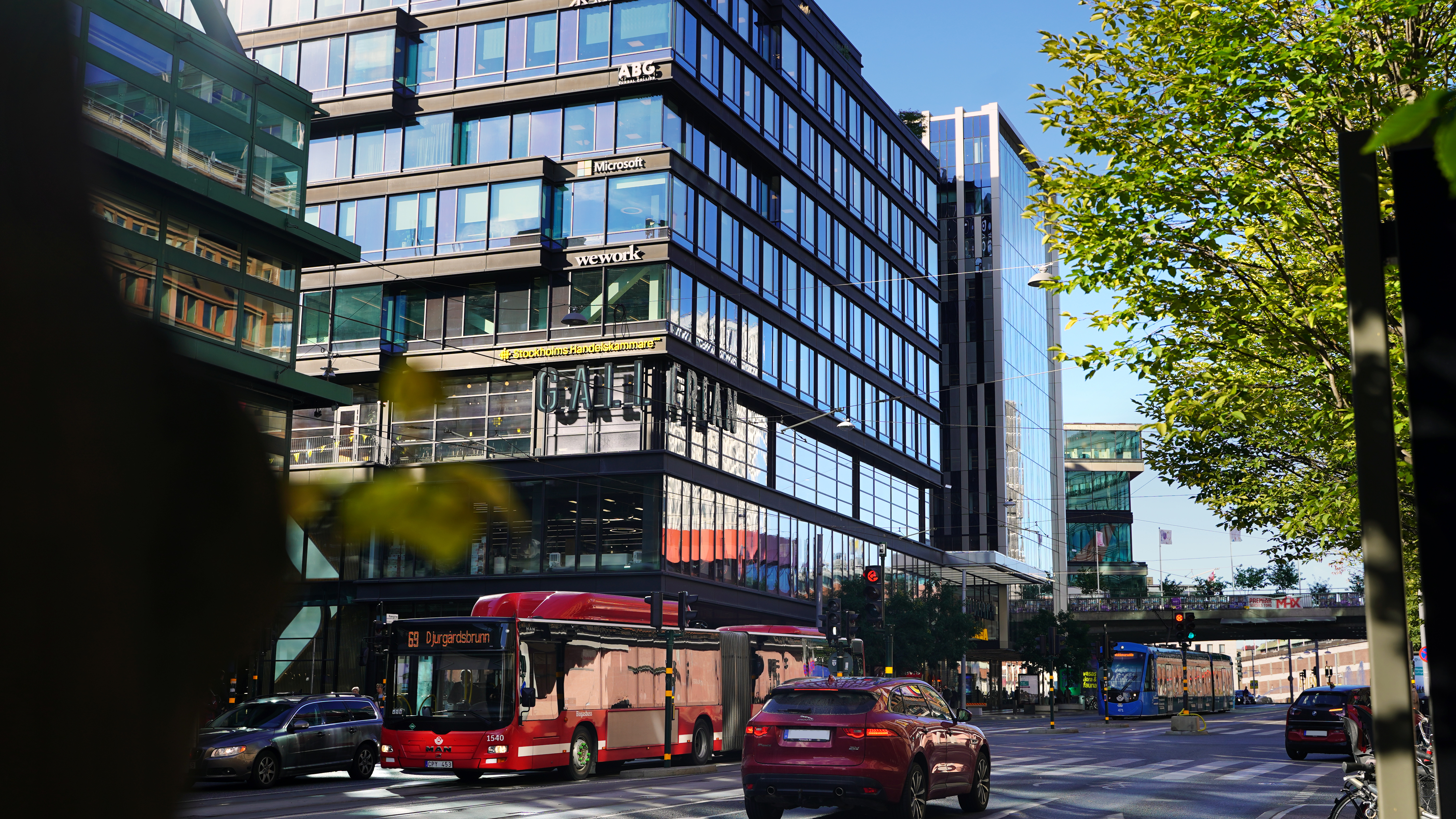
Stockholms Handelskammares lokaler på Regeringsgatan 29 i Stockholm.

Stockholms Handelskammare är en fristående näringslivsorganisation och aktör som representerar intressen av vikt för företag och medborgare i Stockholm/Uppsala-regionen. Den instiftades 1902 av Stockholms köpmannaförening.

## Organisation och roll
Stockholms Handelskammare är en politiskt obunden organisation som utan vinstintresse arbetar för att främja huvudstadsregionens attraktivitet för företag och medborgare. Handelskammaren drivs på uppdrag av sina medlemmar och engagerar sig i frågor som infrastruktur, stadsutveckling, bostäder, innovationsklimat, trygghet med mera för att skapa de bästa förutsättningarna för stark och hållbar utveckling. Den erbjuder också ett antal tjänster som underlättar och möjliggör affärer och handel mellan företag. SCC Skiljedomsinstitut, tidigare Stockholms Handelskammares Skiljedomsinstitut, arbetar internationellt med kommersiell tvistlösning.
På Stockholms Handelskammare arbetar ett 60-tal anställda och dess medlemsföretag har tillsammans omkring 500 000 anställda.

## Verksamhetsgrenar
Analys och opinionsbildning. Stockholms Handelskammare driver frågor som är viktiga för utvecklingen av huvudstadsregionens näringsliv. Verksamheten sker främst genom att ta fram fakta och analyser samt utifrån dessa ta initiativ till debatt, utarbeta rapporter, anordna konferenser och seminarier, 
Mötesplats och nätverk. Stockholms Handelskammare är en mötesplats för näringsliv, politik, akademi och civilsamhälle. Genom nätverk får medlemmar möjlighet att utbyta erfarenheter och kunskap samt knyta kontakter.
Exportfrämjande verksamhet. Stockholms Handelskammare erbjuder tjänster till företag som gör affärer utomlands, bl a genom att man på uppdrag av regeringen utfärdar nödvändiga handelsdokument som exempelvis ATA-carnet.
Deponering hos Handelskammaren. Deponeringen erbjuder företag en oberoende och säker förvaring av t ex källkoder eller andra företagshemligheter.
SCC Skiljedomsinstitut (se not 3) erbjuder, som ett alternativ till allmän domstol, tvistlösningstjänster som bl a skiljedomsförfarande och medling, till företag och organisationer.

## Bevakningsområden
Stockholms infrastruktur och kommunikationer. Arbete för etablerande av Stockholms frihamn och bättre telefonförbindelser i början av 1900-talet, tunnelbanans byggnad och utbyggnad till förorter, ringleders byggande för att underlätta fordonstrafik, utbyggnad av järnvägen, bl a ett tredje spår genom Stockholm, förbindelserna till Arlanda och bevarandet av Bromma flygplats. Däremot har organisationen intagit en kritisk hållning till Spårväg City och till trängselskatt.
Arbete för Stockholms som kommersiellt och finansiellt centrum, och som centrum för digital handel.
Arbete för Stockholms besöksnäring och citymiljö.
Engagemang för frihandel i allmänhet, t ex genom att förespråka medlemskap i EU, och, på lokalplanet t ex genom att påverka och liberalisera regler för handel, som tillstånd, öppettider och inspektionsregler. Medverkan i sajten Välfärdsfakta, vilket föranlett politiska kontroverser.
Arbete för att effektivisera Stockholms bostadsmarknad och stadsutbyggnad i jämvikt mellan bostadsbyggande och kommersiella möjligheter.
Stockholms Handelskammare delar sedan 1986 ut Stockholms handelskammares stadsmiljöpris.

## Historia
Några hållpunkter i Stockholms Handelskammares historia är:
- 1917 Stockholms Handelskammares skiljedomsinstitut[59] grundas.
- 1917 Handelskammaren driver aktivt frågan om utbyggnaden av en frihamn till Stockholm, vilket också beslutas av staden detta år.[2]
- 1923 Handelskammaren är medgrundare till Institutet mot mutor[60]
- 1945 företagarföreningen FINN bildas för att bevaka normalmsföretagares intressen i samband med planering av tunnelbanan, Hötorgscity och city-tunneln.[1]
- 1956 Disponenten Britta Baeckman (Oscar Baeckman AB) blir första kvinnan i handelskammarens fullmäktige.[1]
- 1957 Handelskammaren för fram tanken på kvinnliga trafikkontrollanter (”lapplisor”) för att lösa parkeringsproblem i Stockholms centrum.[61]
- 1963-73 Handelskammaren aktiverar sig starkt mot principerna för saneringen av Norrmalm och mot rivningar, delvis genom den stridbare handelskammardirektören Gösta Bohman.[62]
- 1968 Handelskammaren utvidgar sitt verksamhetsområde till hela Stockholms län.
- 1972 Handelskammaren är medgrundare av Värdepapperscentralen, VPC.
- 1973 Handelskammaren motsätter sig borttagandet av almarna i Kungsträdgården[62] och vill senare bevara Kungsträdgården som en grön lunga i city.[63]
- 1974 Handelskammaren bryter Arbetsförmedlingens monopol genom att börja förmedla kontorsvikarier.[64]
- 1980 Handelskammaren stödjer linje 1 i kärnkraftsomröstningen.[65]
- 1983 Handelskammaren kampanjar för att bevara Bromma flygplats.[1]
- 1986 Handelskammaren är medgrundare till Aktiemarknadsnämnden.
- 1988 Handelskammaren förespråkar ett nytt universitet t ex på Södertörn.[66][67]
- 2000 Stockholms e-handelskammare lanseras
- 2006 Uppsvenska Handelskammaren går samman med Stockholms Handelskammare, som därmed även är aktiv i Uppsala län.
- 2020 Handelskammaren sjösätter Stockholms handelskammares omstartskommission för att stärka näringslivets återhämtning efter coronaepidemin.[68]

## Lokaler
1917–1922 låg organisationens lokaler i Bondeska palatset på Riddarholmen, därefter på Kungsgatan. 1927 flyttade man in i en fastighet vid Västra Trädgårdsgatan 9, en fastighet inköpt åt handelskammaren av K A Wallenberg. 2014–2022 låg lokalerna på Brunnsgatan 2 på Norrmalm. Våren 2022 flyttade verksamheten till Urban Escape., i hörnet Regeringsgatan och Hamngatan. 

## Publikationer
Stockholms handelskammare har givit ut en tidskrift sedan 1917:
Meddelanden från Stockholms Handelskammare, 1917–1973. Stockholm: K L Beckman.
Handelskammartidningen. Stockholm, 1973-2012.
Handelskammartidningen STHLM : en tidning om huvudstadsregionen Stockholm–Uppsala, 2019-2021.
Handelskammaren publicerar ett femtontal rapporter om året inom sina olika bevakningsområden.

## Ledning
Högsta beslutande organ är fullmäktige, med 99 ledamöter. Fullmäktige väljer styrelse – ordförande är för närvarande Staffan Salén. Styrelsen utser i sin tur utser VD, sedan 2024 Daniella Waldfogel.

## Kända företrädare
- Daniella Waldfogel, nuvarande vd
- Andreas Hatzigeorgiou, tidigare vd
- Peter Egardt, tidigare vd
- Maria Rankka, tidigare vd
- Gösta Bohman, tidigare handelskammardirektör